# Calamus reticulatus
Calamus reticulatus är en enhjärtbladig växtart som beskrevs av Karl Ewald Maximilian Burret. Calamus reticulatus ingår i släktet Calamus och familjen Arecaceae. Inga underarter finns listade i Catalogue of Life.